# Veselin Đuho
Veselin Ðuho (Foča, 5 gennaio 1960) è un ex pallanuotista jugoslavo, vincitore di due medaglie d'oro ai giochi olimpici di Seul 1988 e Los Angeles 1984.